# Jéliu Jélev
Jéliu Mítev Jéliev (búlgar: Желю Митев Желев) (3 de març de 1935-30 de gener de 2015, habitualment transcrit Zhelyu Zhelev) fou un polític búlgar i ex dissident que va ser el primer elegit democràticament President de Bulgària des de 1990 fins al 1997.
Jélev va néixer al poble de la província de Veselinovo a Xumen. Es va graduar en filosofia per la Universitat de Sofia "Sant Climent d'Ohrid" el 1958 i posteriorment va obtenir un doctorat el 1974. Fou membre del Partit Comunista Búlgar, però és expulsat per motius polítics el 1965, va ser expulsat de Sofia l'any següent i va haver de passar sis anys a l'atur.
El 1988 va fundar el Comitè de Ruse i un any més tard es va convertir en membre fundador i president del Club de Suport d'obertura i reforma, que el va catapultar a la posició de President del Consell de Coordinació de la Unió de Forces Democràtiques. Va ser elegit diputat a la 7a Gran Assemblea Nacional, que el va elegir President de la República de Bulgària l'1 d'agost del 1990. El gener de 1992 es va convertir en el primer elegit democràticament President de Bulgària i va complir el seu període complet de cinc anys fins a gener de 1997, després d'haver estat derrotat a les eleccions anteriors pel nou candidat UDF Pétar Stoyanov.
Després de la derrota electoral de 1996 Jélev encara estava en la política, però en una escala molt menor. Va arribar a ser President Honorari de la Unió Liberal Democràtica i President Honorari de la Internacional Liberal i el 1997 va passar a crear i presidir una fundació que porta el seu nom. Jélev va ser l'iniciador i president del Club de política dels Balcans, una unió d'ex dirigents polítics del Sud-est d'Europa.
Jélev va escriure diversos llibres i publicacions, la més notable és el seu controvertit treball per a 1.982 Faixizmat (búlgar: Фашизмът, "El feixisme"). Tres setmanes després de la publicació el 1982, el llibre va ser prohibit i retirat de les llibreries i biblioteques, ja que va assenyalar les similituds entre la dictadura feixista i el règim socialista.